# Euandroblatta palpalis
Euandroblatta palpalis är en kackerlacksart som beskrevs av Lucien Chopard 1954. Euandroblatta palpalis ingår i släktet Euandroblatta och familjen småkackerlackor.
Artens utbredningsområde är Kenya. Inga underarter finns listade i Catalogue of Life.